# 情约一天
《真愛挑日子》（英語：One Day）是2011年由丹麥導演瓏·薛爾菲格所執導，安·海瑟薇、吉姆·史特格斯主演的美國浪漫愛情電影。本片改编自作家大卫·尼克尔斯2009年發行的同名小說，講述同所大學畢業的艾玛·莫莉與德克斯特·梅休相約在每年7月15日相會、長達18年的悲歡離合的際遇。
電影於2011年8月上映，但影評界對該片反響不佳，主要批評電影欠缺原作的情感深度和洞察力。

## 剧情
电影讲述艾玛·莫莉（安妮·海瑟薇）与德克斯特·梅休（吉姆·史特格斯）在1988年7月15日毕业当晚邂逅。他们一起度过了一夜，但之后决定只做朋友。
之后一年，艾玛在伦敦一家墨西哥餐厅当女服务生，在私底下撰寫自己的文學作品；而德克斯特则一边周游世界，一边酗酒滥交。1993年的德克斯特是一档吵闹深夜电视节目主持人，变得成功又富有。虽然多年来与德克斯特都不时在固定的7月15日聚會，但艾玛終究遇见了伊恩，一个她认为不怎么搞笑的喜剧演员，他们开始约会交往，艾玛亦如願成了教师。
同時，德克斯特的母亲（由帕特里夏·克拉克森饰），暮年罹癌。某次返家探望病母，因精神欠佳，導致他的父亲(由肯·斯托特饰)憤而沒收他的車子，並威脅他，如果再犯一定會讓他吃閉門羹。期间，艾玛仍勉為其難地和早已貌合神離的伊恩繼續生活著。在兩人各自無形的壓力下，艾瑪和德克斯又決定再次碰面。
此次的約會，在德克斯特喝醉之后变得一发不可收拾。他數次跑洗手間，途中跟陌生女子煽情，又污辱了艾瑪。而後两人更在这家高档餐厅里當眾吵了起来，艾玛傷心地告訴德克斯特「我愛你，只是我不再喜歡你了」。在艾玛提出绝交后，德克斯特目送她傷情地狂奔消失在視線外。
於2000年同日，艾玛參與過去大學同學的婚礼，正巧德克斯特也受邀请参加。在婚禮上，她從德克斯特遞上的薰衣草香婚禮邀請卡中得知，他即將奉子成婚。艾玛雖然感到五味雜陳，仍為德克斯特獻上祝福。
隔年，德克斯特和因孕成婚的妻子塞尔维育有一女，開始兼負照顧女兒的責任，塞尔维藉口跑夜趴出门，而德克斯特有所不知的是塞尔维其实正与他的一位老友克萊姆私通。婚姻終以离婚收場。
在此期间，艾玛与伊恩分了手，成了出书作家。艾玛搬到了巴黎，德克斯特專程前去巴黎，只怀着他们能再次走到一起的希望。可惜这回，艾玛新交了一个法国男友（艾玛为讽刺德克斯特将其介绍为威尔士人）——这位男友深懂爵士乐队與钢琴演奏。德克斯特深受打击，并准备離開時，艾玛及時追向了他，与其在河畔深情激吻。
2004年後，他们陆续订婚、结婚。德克斯特开了一家咖啡馆，生活不虞匱乏。同時，他們也積極的計畫生育，可惜未果。2006年的早晨，艾玛顯得心煩意亂，德克斯特许诺下班后与艾玛出外共进晚餐和電影院看一部由艾瑪挑選的電影。不幸的是，那天下午当艾玛骑车走出一死胡同时，被一辆卡车猛烈側撞而永眠。
在闃黑的夜晚德克斯特红着眼眶躺在床上，手裏握著的是曾經與他分享生活摯愛的睡衣，後來，德克斯特與父親相談，理解父親喪偶後的悲慟情感。畫面闪回到1988年，艾瑪與德克斯特在畢業分別前夕，爬到一座小山上散步。失去艾瑪的德克斯特忙碌於工作，身兼母職養育愛女，偶然和曾經與艾瑪交往、現於保險公司任職且已結婚成家的伊恩再會，兩者論及這幾年的變化與關於艾瑪的經歷，德克斯特看見伊恩與妻兒的幸福互動，陷入沉思之中。2011年，德克斯特和女兒再次登上了曾經與艾瑪散步的这座小山。
倏忽，時間又切回當年7月16日，艾瑪手抄电话号码給德克斯特的地点。当他们彼此远离时，艾玛说她知道他们还会再见面的，再俏皮轉身輕語“Good Bye”後，街燈為之捻開，德克斯特笑意扭身，全劇終。

## 演員
- 安·海瑟薇(Anne Hathaway)飾 艾瑪（Emma Morley）：本作女主角，與德克斯特有著長達十餘年的情感羈絆，與德克斯特結婚後的某日死於交通事故。
- 吉姆·史特格斯(Jim Sturgess)飾德克斯特（ Dexter Mayhew）：本作男主角，與艾瑪在長達十餘年的關係中波折不斷。
- 湯姆·米森(Tom Mison) 飾（ Callum）
- 朱迪·惠特克(Jodie Whittaker)飾（Tilly）：
- 拉夫·斯包爾(Rafe Spall)飾 伊恩（Ian）：時任喜剧演員，與艾瑪交往過一段時期後，因為理解艾瑪與德克斯特的關係而分手。
- Patricia Clarkson飾 （Alison）：Dexter的母親。後因為癌症逝世。
- Ken Stott飾 （Steven），Dexter的父親，不擅表達情感。
- 海達·里德(Heida Reed)飾（Ingrid）：

## 评价
在爛番茄上，根據 145 位評論家的評論，這部電影獲得了 36% 的支持率。該網站的共識是“儘管有一些新的敘事曲折，One Day 缺乏其暢銷源材料的情感、深度或洞察力”。在 Metacritic 上，基於 41 位評論家的評論，它的得分為 48%，表明“混合或平均評論”。 CinemaScore 的民意調查顯示，電影觀眾對這部電影的平均評分是從 A+ 到 F 的“B-”。
《洛杉磯時報》的 Betsey Sharkey 稱其為“令人心碎的失望電影”，而《多倫多星報》的 Peter Howell 則表示：“早在片尾滾動之前，你可能會發現自己希望自己的生活能夠在你眼前閃現，以結束單調的生活。這種無情地翻動日曆頁。”相比之下，羅傑·艾伯特（Roger Ebert）給這部電影打了三顆星（滿分四星），他說：“One Day 有風格、新鮮感和詼諧的戲謔對話。”安妮海瑟薇在扮演艾瑪的角色中的約克郡口音被廣泛認為是不合格的。報紙專欄作家 Suzanne Moore 在 BBC Radio 4 的 Front Row 上評論這部電影時說，口音“遍布整個商店”。摩爾接著說，“有時她來自蘇格蘭，有時她來自紐約，你就是說不出來”。